# Fabienne Dali
Fabienne Dali (Bahamas, 22 de septiembre de 1941) es una actriz belga. Apareció en más de quince películas europeas desde 1960 hasta 1969.

## Filmografía parcial
- Comment qu'elle est? (1960)
- L'Ennemi dans l'ombre (1960)
- Callaghan remet ça (1961)
- En pleine bagarre (1962)
- Le Doulos (1962)
- El secreto de Tomy (1963)
- La Baie du désir (1964)
- París-Estambul sin regreso (1965)
- Superseven chiama Cairo (1965)
- Operazione paura (1966)
- Attentato ai tre grandi (1967)
- Cin... cin... cianuro (1968)
- Un killer per Sua Maestà (1968)
- Mayerling (1968)
- La matriarca (1968)
- Un corpo caldo per l'inferno (1969)